# Carole Karemera
Carole Umulinga Karemera (nacida en 1975) es una actriz, bailarina, saxofonista y dramaturga ruandesa.

## Biografía
Karemera nació en 1975 en Bruselas, hija de exiliados ruandeses. Cuando era niña, se destacó en matemáticas y soñaba con abrir una panadería. Estudió en el Conservatorio Nacional de Teatro y Danza de Bruselas. En 1994, su padre, quien era periodista, regresó a Bélgica como resultado del Genocidio de Ruanda. Karemera descubrió Ruanda por primera vez en una motocicleta en 1996.  Actuó en varias obras de teatro, como Las mujeres troyanas de Eurípides, La mujer fantasma de Kay Adshead y Anathema, antes de comenzar su carrera cinematográfica. Entre 2000 y 2004, desempeñó el papel principal en Ruanda 94. Su tío, Jean-Marie Muyango, compuso la partitura del espectáculo.
En 2005, interpretó a Jeanne en la película de Raoul Peck A veces en abril, sobre el genocidio de Ruanda. El mismo año, decidió establecerse en Kigali. Al mudarse al país, se involucró en proyectos culturales, incluida la puesta en escena de obras de teatro interactivas en bares y en las calles de las ciudades de Ruanda, con el fin de crear una historia común. Junto con Cécilia Kankonda, creó una "catedral del sonido" construida a partir de grabaciones de recuerdos en la que los participantes podían contar sus recuerdos de Ruanda antes de 1994. En 2006, Karemara y otras siete mujeres establecieron el Centro de Artes Ishyo en Kigali para apoyar la cultura en la capital, que no tenía teatro hasta ese momento. 
En 2007, interpretó a Beatrice en la película Juju Factory. Recibió el premio a la Mejor Actriz en el Festival Cinema Africano de Italia. Escribió la obra "Chez l'habitant", sobre las experiencias de las mujeres en Bruselas, Kigali y Sevran
También se ha desempeñado como Secretaria General Adjunta de Arterial Network, así como como representante de País de Arterial Network en Ruanda. Protagonizó la obra de teatro Battlefield de Peter Brook en 2016, basada en The Mahabharata. En 2018, recibió un premio en Les Journées théâtrales de Carthage, en honor a su trabajo en el teatro en Ruanda.

## Filmografía
- 2005: Sometimes in April como Jeanne
- 2006: Sounds of Sand como Mouna
- 2007: Juju Factory como Béatrice
- 2008: Black como Pamela